# ۲۴ (قمری)
۲۴ (قمری)، بیست و چهارمین سال در گاهشماری هجری قمری است. اول محرم این سال برابر با دهم نوامبر سال ۶۴۴ میلادی است.

## رویدادها
- ۲۳ جمادی الاول ، فتح کرمان در زمان خلافت عثمان بن عفان